# Đội tuyển bóng đá bãi biển quốc gia Slovakia
Đội tuyển bóng đá bãi biển quốc gia Slovakia đại diện Slovakia ở các giải thi đấu bóng đá bãi biển quốc tế và được điều hành bởi SFZ, cơ quan quản lý bóng đá ở Slovakia.

## Thành tích
- Thành tích tốt nhất tại Vòng loại giải vô địch bóng đá bãi biển thế giới khu vực châu Âu: Vòng bảng
  - 2008, 2011, 2015